# Быть Рикардо
«Быть Рикардо» (официальное название — «В роли Рикардо») (англ. Being the Ricardos) — биографический художественный фильм режиссёра Аарона Соркина. Сюжет основан на реальном случае, произошедшим с Люсиль Болл во время съёмок сериала Я люблю Люси в 1953 году. В главных ролях Николь Кидман и Хавьер Бардем.
10 декабря 2021 года фильм вышел в ограниченный кинопрокат в США, а с 21 декабря 2021 года стал доступен на сервисе Prime Video. Фильм получил в основном положительные отзывы критиков, многие из которых высоко оценили игру Николь Кидман.

## Сюжет
Действие происходит в течение недели во время производства американского ситкома «Я люблю Люси», в котором Люсиль Болл и Деси Арнас сталкиваются с серьёзным кризисом, способным поставить под угрозу их карьеру и брак. В то же время Люсиль Болл обвиняют в причастности к коммунистической партии.

## В ролях
- Николь Кидман — Люсиль Болл
- Хавьер Бардем — Деси Арнас
- Дж. К. Симмонс — Уильям Фроули
- Нина Арианда — Вивиан Вэнс
- Тони Хейл — Джесс Оппенгеймер
- Алия Шокат — Мэделин Пью
- Джейк Лейси — Боб Кэрролл-младший
- Кларк Грегг
- Нельсон Франклин — Джо Стрикленд
- Джон Рубинштейн
- Линда Лавин
- Роберт Пайн
- Кристофер Денхэм

## Производство
Впервые о проекте стало известно в сентябре 2015 года, когда Кейт Бланшетт была предложена роль Люсиль Болл, а Аарон Соркин написал сценарий. Права на фильм приобретены Amazon Studios в августе 2017 года.
В ноябре 2019 года продюсеры получили налоговые льготы на съёмки в Калифорнии, а в январе 2020 года состоялась встреча с вероятными режиссерами. Однако к январю 2021 года Бланшетт покинула проект, вместо нее в переговорах участвовала Николь Кидман, а Хавьер Бардем вёл переговоры о том, чтобы сыграть роль Деси Арнаса. Соркин, получив удовольствие от работы над фильмом «Суд над чикагской семёркой», решил сам выступить в качестве режиссера. Выбор Николь Кидман вызвал некоторые споры в социальных сетях, на что Люси Арназ выступила в защиту кастинга Кидман. В феврале Дж. К. Симмонс и Нина Арианда получили роли Уильяма Фроули и Вивиан Вэнс соответственно.
Съёмки начались 29 марта 2021 года в Лос-Анджелесе, актёрский состав пополнился Тони Хейлом, Алией Шокат, Джейком Лэси и Кларком Греггом. В сентябре 2021 года Соркин заявил, что фильм находится на стадии постпродакшен.

## Релиз
10 декабря 2021 года фильм вышел в ограниченный кинопрокат в США, а с 21 декабря 2021 года стал доступен на сервисе Prime Video.

## Восприятие
На сайте Rotten Tomatoes фильм имеет рейтинг 72 % основанный на 171 отзыве, со средней оценкой 6.7/10.

## Награды и номинации
| Премия                         | Категория                         | Номинант         | Результат |
| ------------------------------ | --------------------------------- | ---------------- | --------- |
| «Оскар»                        | Лучшая мужская роль               | Хавьер Бардем    | Номинация |
| «Оскар»                        | Лучшая женская роль               | Николь Кидман    | Номинация |
| «Оскар»                        | Лучшая мужская роль второго плана | Дж. К. Симмонс   | Номинация |
| «Золотой глобус»               | Лучшая мужская роль — драма       | Хавьер Бардем    | Номинация |
| «Золотой глобус»               | Лучшая женская роль — драма       | Николь Кидман    | Победа    |
| «Золотой глобус»               | Лучший сценарий                   | Аарон Соркин     | Номинация |
| BAFTA                          | Лучший оригинальный сценарий      | Аарон Соркин     | Номинация |
| BAFTA                          | Лучшая музыка к фильму            | Дэниел Пембертон | Номинация |
| «Выбор критиков»               | Лучшая женская роль               | Николь Кидман    | Номинация |
| «Выбор критиков»               | Лучшая мужская роль второго плана | Дж. К. Симмонс   | Номинация |
| «Выбор критиков»               | Лучший оригинальный сценарий      | Аарон Соркин     | Номинация |
| «Спутник»                      | Лучшая женская роль               | Николь Кидман    | Номинация |
| «Спутник»                      | Лучшая мужская роль второго плана | Дж. К. Симмонс   | Номинация |
| Премия Гильдии киноактёров США | Лучшая мужская роль               | Хавьер Бардем    | Номинация |
| Премия Гильдии киноактёров США | Лучшая женская роль               | Николь Кидман    | Номинация |
| Премия Гильдии продюсеров США  | Лучший фильм                      | Тодд Блэк        | Номинация |
| Премия Гильдии сценаристов США | Лучший оригинальный сценарий      | Аарон Соркин     | Номинация |